# (9018) Galache
(9018) Galache est un astéroïde de la ceinture principale.

## Description
(9018) Galache est un astéroïde de la ceinture principale. Il fut découvert le 5 mai 1987 à Lac Tekapo par Alan C. Gilmore et Pamela M. Kilmartin. Il présente une orbite caractérisée par un demi-grand axe de 2,31 UA, une excentricité de 0,08 et une inclinaison de 5,8° par rapport à l'écliptique.

## Compléments